# Front Islàmic de Salvació
El Front Islàmic de Salvació, FIS (àrab: الجبهة الإسلامية للإنقاذ, al-Jabha al-Islāmiyya li-l-Inqāḏ), és una organització política algeriana de caràcter islamista fundada el 20 de febrer de 1989 i declarada il·legal des de març del 1992.
Oficialment legalitzat com a partit polític el setembre de 1989, menys d'un any després, el FIS va rebre més de la meitat dels vots vàlids emesos pels algerians a les eleccions locals de 1990. Quan semblava que guanyaria les eleccions generals el gener de 1992, un cop militar va desmantellar el partit i va internar milers dels seus funcionaris al Sàhara. Va ser prohibit oficialment dos mesos després. El seu braç armat, l'Exèrcit Islàmic de Salvació (EI), va lluitar a la Guerra Civil d'Algèria contra el govern algerià des del juliol de 1994 fins a la seva dissolució el gener de 2000.
És l'organització política islàmica més important d'Algèria. El FIS naix amb la revolta juvenil a Alger de 1988 on els estudiants demanaven una islamització social. Arran d'aquests esdeveniments, l'organització es va fundar oficialment el 1989 i legalitzar el 1990.
El FIS va guanyar les eleccions municipals del 1990 obtenint el 65% dels sufragis i dominant clarament les principals ciutats algerianes.
En les eleccions generals del 1991 va obtindre en la primera volta un 24% del cens electoral. Açò va provocar un autocolp pel president Chadli Bendjedid que va tractar d'impedir en la segona volta el triomf electoral dels islamistes, declarant l'estat d'excepció i anul·lant el procés electoral. Es va acordar la dissolució del FIS i l'empresonament dels seus dirigents, Abassi Madani i Ali Belhadj, la qual cosa va intensificar els atacs als militars i el govern algerià a través del seu braç armat, l'Exèrcit Islàmic de Salvació. El 13 de gener de 1995, el FIS il·legalitzat, dirigit per Abdelkader Hachani, junt amb altres xicotetes formacions algerianes oposades al règim van firmar un acord pel qual es creava una única organització opositora, la Plataforma de Roma. Després de l'alto el foc del 1997 i l'acord de pau del 1999, el FIS va abandonar les seues reivindicacions de lluita armada, encara que manté els seus principis islàmics.

## Objectius
Els fundadors i líders del FIS no estaven d'acord en tots els temes, però sí que estaven d'acord en l'objectiu principal d'establir un estat islàmic governat per la xaria. El FIS va muntar a corre-cuita una plataforma el 1989, el Projet de Programme du Front Islamique du Salut, que va ser àmpliament criticat per vague.
La seva victòria electoral de 1990, que li va donar el control de molts governs locals, va comportar la imposició del vel a les empleades municipals, la pressió sobre botigues de licors, videoclubs i altres establiments percebuts com a no islàmics perquè tanquessin, i la segregació de les zones de bany per gènere.
L'eliminació de la llengua i la cultura franceses va ser un tema important per a molts membres del FIS, com ara el colíder Ali Benhadj, que el 1990 va declarar la seva intenció de "vendre França d'Algèria intel·lectualment i ideològicament, i acabar, d'una vegada per totes, amb aquells que França ha alletat amb la seva llet enverinada". Activistes devots van retirar les antenes parabòliques de les llars que rebien emissions de satèl·lit europeu en favor de les antenes parabòliques àrabs que rebien emissions saudites. Educativament, el partit es va comprometre a continuar l'arabització del sistema educatiu canviant la llengua d'instrucció en més institucions, com ara escoles de medicina i tecnològiques, del francès a l'àrab. Un gran nombre de graduats recents, la primera generació posterior a la independència educada principalment en àrab, van apreciar aquesta mesura, ja que havien trobat discordant i desavantatjós l'ús continuat del francès a l'educació superior i a la vida pública.
Després de la primera votació de l'Assemblea Nacional, el FIS va publicar un segon pamflet. Econòmicament, va criticar durament l'economia planificada d'Algèria, instant la necessitat de protegir el sector privat i fomentar la competència. – guanyant-li el suport de comerciants i petits empresaris – i va instar a l'establiment de la banca islàmica. No obstant això, els líders Abbassi Madani i Abdelkader Hachani van fer declaracions contràries a l'obertura del país a la competència de les empreses estrangeres.
Socialment, suggeria que les dones haurien de rebre un incentiu econòmic per quedar-se a casa en lloc de treballar fora, introduint així la segregació sexual (Ali Belhadj va qualificar d'immoral que homes i dones treballessin a la mateixa oficina) amb el suposat objectiu d'augmentar el nombre de llocs de treball disponibles per als homes en una època d'atur crònic.
Políticament, la contradicció entre les paraules de Madani i Belhadj va ser notable: Madani va condemnar la violència «d'on vingués», i va expressar el seu compromís amb la democràcia i la seva determinació de «respectar la minoria, fins i tot si està composta per un sol vot».
Belhadj va dir: «No hi ha democràcia a l'Islam» i «Si la gent vota contra la Llei de Déu... això no és res més que blasfèmia. Els ulemas ordenaran la mort dels delinqüents que hagin substituït la seva autoritat per la de Déu».
En una entrevista amb Daniel Pipes i Patrick Clawson, Anwar Haddam va rebutjar aquesta opinió sobre Belhadj, dient: "Ha estat mal citat. Ha estat acusat de coses per amargor. Va escriure un llibre en què s'expressava clarament a favor de la democràcia. En ell, escriu a la pàgina 91 que "Occident va progressar derrotant la tirania i preservant les llibertats; aquest és el secret del notable progrés del món occidental". «Belhadj es refereix moltes vegades al món occidental i a aquells mateixos valors que la gent intenta negar-nos dins de les nostres pròpies fronteres.»